# نوی-اولم
شهر نوی-اولم (به آلمانی: Neu-Ulm) در ایالت بایرن در کشور آلمان واقع شده‌است.